# ان‌جی‌سی ۶۵۶۰
ان‌جی‌سی ۶۵۶۰ (انگلیسی: NGC 6560) نام یک کهکشان مارپیچی در صورت فلکی زانوزده است.